# Labeotropheus
Labeotropheus is een geslacht van straalvinnige vissen uit de familie van de cichliden (Cichlidae).

## Soorten
- Labeotropheus fuelleborni Ahl, 1926
- Labeotropheus trewavasae Fryer, 1956